# Strevi
Strevi är en ort och kommun i provinsen Alessandria i regionen Piemonte i Italien. Kommunen hade 1 950 invånare (2018).